# Stefan Raab
Stefan Konrad Raab (ur. 20 października 1966 w Kolonii) – niemiecki prezenter telewizyjny, komik, aktor komediowy, muzyk i piosenkarz. Wieloletni prowadzący program telewizyjny TV Total w Pro7. Nazywany „najbardziej żywiołowym mężczyzną w niemieckiej telewizji rozrywkowej”.

## Życiorys
Ukończył jezuicki internat Aloisiuskolleg w Bonn. Przed rozpoczęciem pracy w branży rozrywkowej pracował jako rzeźnik. Studiował prawo, ale po pięciu semestrach przerwał studia.

### Kariera telewizyjna
W latach 1993–1998 prowadził program komediowy Vivasion dla telewizji muzycznej VIVA. Od 1999 roku był prowadzącym program TV Total, który od kwietnia 2001 nadawany był cztery razy w tygodniu w telewizji ProSieben. W programie początkowo głównie pokazywał i wyśmiewał zabawne sytuacje z innych programów telewizyjnych, później przekształcił go w program pełen występów muzycznych, podobnym do The Tonight Show with Jay Leno czy Late Night with Conan O’Brien.
W 2006 wymyślił telewizyjną grę Schlag den Raab, w której konkurował z innymi uczestnikami w różnych dyscyplinach. Jest organizatorem pokerowego programu z gwiazdami PokerStars.de Nacht.
W maju 2011 współprowadził 56. Konkurs Piosenki Eurowizji w Düsseldorfie.
W latach 2012–2013 prowadził talk-show Absolute Mehrheit w ProSieben, a od 2014 do 2015 był gospodarzem teleturnieju Schlag den Star. W 2015 zakończył aktywną karierę telewizyjną, poświęcając się pracy producenta.

### Kariera muzyczna

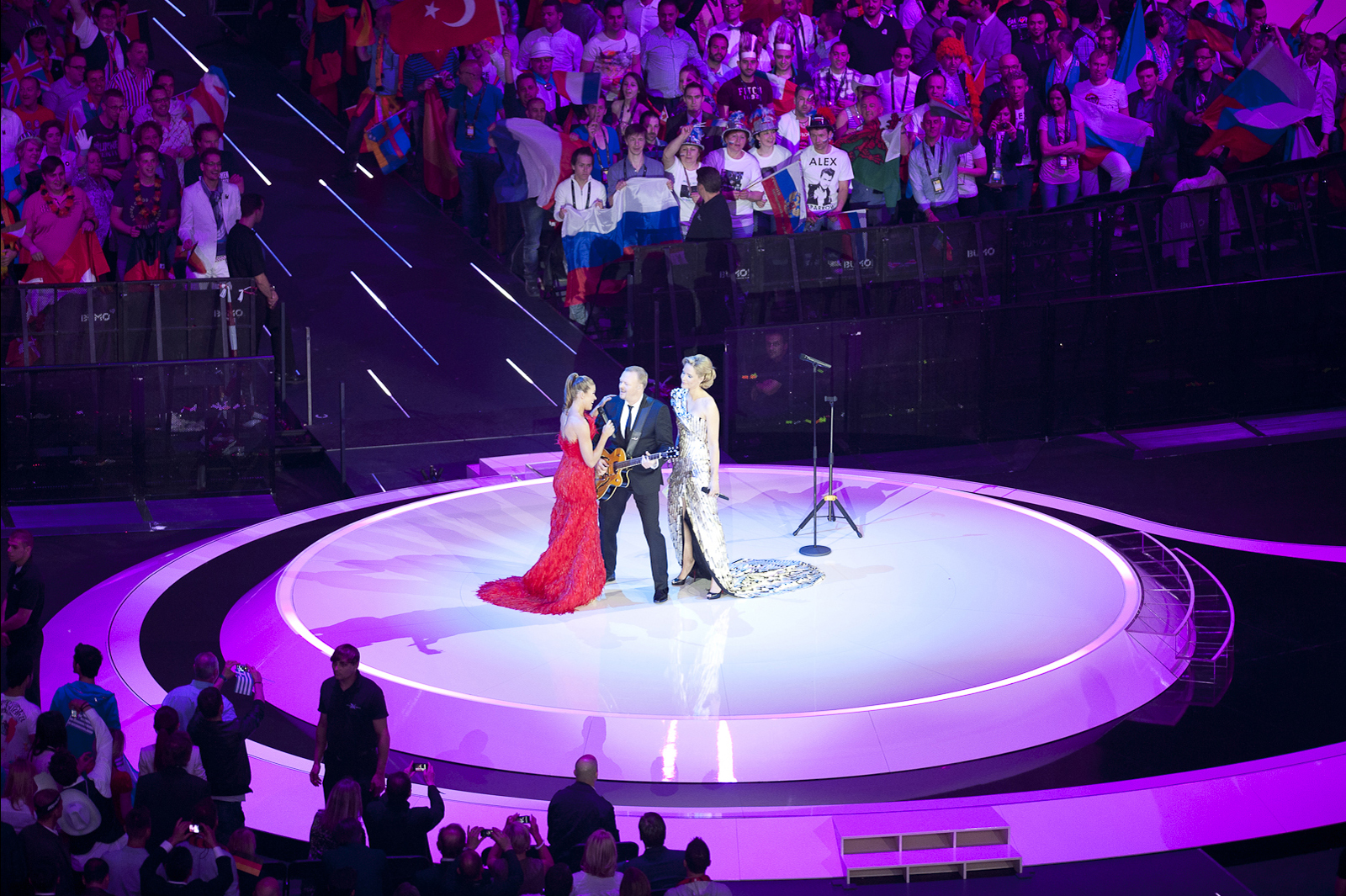
Raab, Anke Engelke i Judith Rakers podczas finału Konkursu Piosenki Eurowizji 2011

W 1990 zaczął pracować jako niezależny producent i kompozytor jingli i komercyjnych piosenek we własnym studiu muzycznym w Kolonii. Od 1994 wyprodukował wiele popularnych utworów: „Böörti Böörti Vogts”, „Hier kommt die Maus”, „Maschendrahtzaun”, „Wir kiffen”, „Gebt das Hanf frei!” (z Shaggym), „Hol’ mir ma’ 'ne Flasche Bier” i „Space Taxi” (z soundtracku filmu Traumschiff Surprise – Periode 1).
W 1998 napisał utwór „Guildo hat euch Lieb!” dla Guildo Horna, reprezentanta Niemiec podczas 43. Konkursu Piosenki Eurowizji, a w 2000 z utworem „Wadde hadde dudde da?” zajął piąte miejsce w finale konkursu w 2000. W 2004 zorganizował krajowe selekcje do konkursu – Stefan sucht den Super-Grand-Prix-Star. W 2005 zorganizował festiwal Bundesvision Song Contest, w którym uczestniczyli reprezentanci wszystkich 16 landów niemieckich.
W 2009 telewizja Norddeutscher Rundfunk (NDR) zaproponowała mu współorganizację krajowych eliminacji do 55. Konkursu Piosenki Eurowizji – Unser Star für Oslo. Raab pełnił funkcję przewodniczącego komisji sędziowskiej, która w marcu zdecydowała (razem z telewidzami), że reprezentantką kraju zostanie Lena Meyer-Landrut z utworem „Satellite”. Utwór zwyciężył w finale konkursu, zapewniając Niemcom pierwszy triumf od 28 lat.

## Życie prywatne
Ma dziewczynę Nike i dwie córki (urodzone w 2004 i 2006).